# 31971 Beatricechoi
31971 Beatricechoi è un asteroide della fascia principale. Scoperto nel 2000, presenta un'orbita caratterizzata da un semiasse maggiore pari a 2,3973888 UA e da un'eccentricità di 0,1688600, inclinata di 3,38333° rispetto all'eclittica.